# Banda dos 40 metros
A banda dos 40 metros é uma banda de frequência de rádio amador, abrangendo as faixas entre 7000 e 7300 kHz na região UIT-2, e 7000-7200 kHz nas regiões 1 e 3. É uma das bandas mais importantes do radioamadorismo.